# Moszkva nem hisz a könnyeknek
A Moszkva nem hisz a könnyeknek (eredeti cím: Москва слезам не верит) szovjet film, amely 1981-ben Oscar-díjat kapott a legjobb idegen nyelvű film kategóriában.
A Moszkva nem hisz a könnyeknek cím – egy orosz közmondás megidézése, melynek pontosabb értelme: "Moszkvát nem hatják meg a könnyek" (vagyis: ha problémád van, sírással itt nem mész semmire; magadnak kell megoldanod).

## Cselekménye
A melodramatikus hangvételű film három fiatal nő sorsát mutatja be, akik vidékről érkeztek Moszkvába. A történet 1958-ban kezdődik. Katyerina, Ljudmila és Antonyina egy munkásszállón laknak közös szobában és barátokká válnak. Antonyina megismerkedik Nyikolajjal, egy szerény, kedves fiatalemberrel, szüleinek nyaralója (dácsája) van vidéken. Katyerina komoly, szorgalmas nő, aki vegyészi diplomáját igyekszik megszerezni, miközben egy gyárban fizikai munkát végez. Egy jómódú moszkvai rokona (egyetemi professzor) megkéri, hogy nyaralásuk idejére vigyázzon a lakásra. A pékségben dolgozó Ljudmila kacér szerencsevadász, aki jómódú férjet akar fogni. Meggyőzi barátnőjét, hogy hívjanak vacsoravendégeket a lakásba, és adják ki magukat a professzor lányainak.
A bulin Ljudmila megismerkedik Szergejjel, a híres jégkorongossal, aki beleszeret. Katyerina találkozik a jóképű és rámenős Rudolffal, aki operatőr a televíziónál. Elkezdenek randevúzni. Antonyina és Nyikoláj esküvője alatt kiderül, hogy Katyerina terhes. Miután megtudta, hogy Katyerina megtévesztette és nem a professzor lánya, Rudolf nem hajlandó feleségül venni, és kijelenti, hogy abortuszt kell végeztetnie. Mivel a terhesség  ekkor már előrehaladott, Katyerina végül megszüli gyermekét. Később látjuk, hogy Katyerina késő éjjelig tanul, majd könnyes szemmel állítja be hajnalra az ébresztőóráját a kollégiumi szobában, amelyet lányával, Alekszandrával oszt meg.
Ezután 20 évet ugrunk előre, 1979-be. Katyerinát ismét egy ébresztőóra hangjára ébresztve mutatják, most már a saját lakásában. Még mindig egyedülálló, de a munkában jól boldogult: egy nagy gyár igazgatója lett. Van szeretője, egy nős férfi, Vologya, de őt később otthagyja, miután felismeri, hogy gyáva és nem vállalja fel a kapcsolatukat. Sikeres karrierje ellenére Katyerina boldogtalan. Még mindig szoros barátságban van Ljudmilával és Antonyinával. Szergej ekkorra felhagyott a jégkorongozással és alkoholistává vált. Elvált Ljudmilától, aki most egy vegytisztítóban dolgozik és az ügyfelek között próbál vőlegényt (lehetőleg katonatisztet) fogni. Antonyina boldog házasságban él, három fia van.
Egy este, amikor Katyerina Antonyináék vidéki dácsájából utazik haza, a vonaton találkozik egy férfival, Gosával, aki beszélgetni kezd vele. Mikor meglátja a férfi kopott csizmáját, Katyerina először visszautasítja, de Gosa nem adja fel. Később találkozgatni kezdenek. Gosa intelligens műszerész egy kutatóintézetben. Úgy véli, hogy egy nőnek nem szabad több pénzt keresnie, mint férjének, ezért Katyerina elhallgatja előtte helyzetét. Rudolf (aki nyugatias nevét immár az orosz Rogyionra változtatta) váratlanul felbukkan, egy tv-interjú felvételekor. Először nem ismeri fel Katyerinát, de amikor mégis, találkozni akar a lányával. Katyerina ettől elzárkózik. Ennek ellenére Rogyion hívatlanul megjelenik a nő lakásán; Katyerina éppen Gosával és Alekszandrával vacsorázik. Rogyion elmeséli nekik az interjút, így Gosa megtudja, hogy Katyerina gyárigazgató. Büszkeségét a nő titkolózása, illetve felsőbb beosztása és magas fizetése miatt is sértve érzi és elhagyja a lakást. Katyerina elárulja Alekszandrának, hogy Rogyion valójában az apja.
Gosa eltűnik Katyerina életéből. A nő elkeseredett lesz, mire Ljudmila, Antonyina és Nyikoláj eljönnek hozzá, hogy megvigasztalják. Nyikoláj összegyűjti azt a kevés információt, amelyet Katyerina tud Gosáról, és nekiáll megkeresni. Gosa napok óta iszik otthon, Nyikoláj pedig a vodka melletti "férfibeszélgetés" során megvédi Katyerinát, és meggyőzi Gosát, hogy térjen vissza.
Kijózanodva Gosa a részeg Nyikolájjal érkezik Katyerina lakásába, és vacsorát kér. Miközben eszik, Katyerina figyeli őt, mondván: "Olyan régóta kereslek." "Nyolc napja" – válaszolja Gosa, mire Katyerina könnyes szemmel megismétli: "Olyan régóta kereslek...".

## Szereplők
| Szerep | Szereplő                    | Magyar hang           |
| --- | --------------------------- | --------------------- |
| Katyerina Tyihomirova | Vera Alentova               | Molnár Piroska        |
| Ljudmila | Irina Muravjova             | Borbás Gabi           |
| Antonyina | Raisza Rjazanova            | Faluhelyi Magda       |
| Gosa | Alekszej Batalov            | Tordy Géza            |
| Szergej Gurin | Alekszandr Fatyusin         | Szersén Gyula         |
| Vologya | Oleg Tabakov                | Cs. Németh Lajos      |
| Natasa, a portás | Zoja Fjodorova              | Sándor Iza            |
| Nyikoláj | Borisz Szmorcskov           | Szigeti András        |
| Nyikoláj apja | Viktor Uralszkij            | Márkus Ferenc         |
| Nyikoláj anyja | Valentyina Usakova          | Vajay Erzsi           |
| Rogyion Racskov | Jurij Vasziljev             | Kertész Péter         |
| Racskov anyja | Jevgenyija Kanajeva         | Bánky Zsuzsa          |
| Alekszandra | Natalja Vavilova            | Peremartoni Krisztina |
| Olga Pavlovna igazgató | Lija Ahedzsakova            | Kassai Ilona          |
| Anton Kruglov | Vlagyimir Baszov            | Gruber Hugó           |
| Pjotr Lednyev | Vladlen Paulusz             | Somogyvári Pál        |
| Vitya Racskov | Vlagyiszlav Matvejev        | Székely Dávid         |
| Tábornok | Vlagyimir Guszev            | Képessy József        |
| Tábornok felesége | Muza Krepkogorszkaja        | Czigány Judit         |
| Tatyjana Konyuhova | Tatyjana Konyuhova          | Földessy Margit       |
| Innokentyij Szmoktunovszkij | Innokentyij Szmoktunovszkij | Dózsa László          |
| Georgij Jumatov | Georgij Jumatov             | Sörös Sándor          |
| További magyar hangok |                             |                       |
| Antal László, Balázs Péter, Bessenyei Emma, Bodnár Erika, Czigány Judit, Dunai Tamás, Fodor Tamás, Földessy Margit, Fülöp Zsigmond, Győri Ilona, Hadics László, Haraszin Tibor, Izsóf Vilmos, Joó László, Képessy József, Kiss László, Korcsmáros György, Koroknay Géza, Mikó István, Némedi Mari, Schubert Éva, Soós László, Sörös Sándor, Surányi Imre, Szacsvay László, Szokol Péter, Tábori Nóra, Tahi Tóth László, Varga T. József, Velenczey István. |                             |                       |

## Díjak és jelölések
- 1981-ben elnyerte az Oscar-díjat a a legjobb idegen nyelvű film kategóriában
- A 30. Berlini Nemzetközi Filmfesztiválon Arany Medve díjra jelölték (1981)
- Vera Aljontovát a Szovjetszkij Ekran olvasói az év legjobb színésznőjének választották (1980)